# Laura Post
Laura Post es una actriz de doblaje y directora de doblaje estadounidense conocida por sus trabajos en anime doblado al inglés por Bang Zoom! Entertainment y Studiopolis como interpretar a Aria Lieze en Magical Girl Lyrical Nanoha A's, Ragyo Kiryuin en Kill la Kill, Rosalia en Sword Art Online, Eri Watabe en Lagrange: The Flower of Rin-ne, Blizzard en One Punch Man, Bosbos en Redline y Witch Regret en Edens Zero. También ha interpretado personajes en videojuegos como Ahri en League of Legends, la Reina Azshara en World of Warcraft: Cataclysm, Haruka Sakaki en Godzilla: El devorador de planetas, Valentine en Skullgirls, Harley Quinn en Batman: The Enemy Within, Kasumi Yoshizawa en Persona 5 Royal y Arfoire en Hyperdimension Neptunia.

## Biografía
Post se graduó de Columbia College Chicago en 2007. También recibió clases de varios actores de doblaje como Steve Staley, Tony Oliver, Huck Ligget, Bob Bergen, Bill Holmes y Richard Steven Horvitz. Post comenzó brindando voces en dramas de audio, así como para comerciales, documentales y trabajos industriales.

## Filmografía

### Doblaje de anime
| Año  | Título                                                  | Papel                         | Notas                  | Fuente              |
| ---- | ------------------------------------------------------- | ----------------------------- | ---------------------- | ------------------- |
| 2009 | Magi: The Kingdom of Magic                              | Myers                         |                        | [ 3 ]               |
| 2010 | Shinryaku! Ika Musume                                   | Cindy Campbell                | Temporada 1            | [ 3 ]               |
| 2012 | Lagrange: The Flower of Rin-ne                          | Eri Watabe                    |                        | [ 3 ]               |
| 2012 | Love Live! School Idol Project                          | Nozomi Tojo                   |                        | [ 1 ] [ 10 ] [ 11 ] |
| 2013 | Suisei no Gargantia                                     | Ridget                        |                        | [ 3 ]               |
| 2013 | Pokémon: los orígenes                                   | Mamá de Red, Marowak          |                        | [ 3 ]               |
| 2013 | Sword Art Online                                        | Rosalia                       |                        | [ 3 ]               |
| 2014 | Sidonia no Kishi                                        | Varios personajes             |                        | [ 3 ]               |
| 2014 | Yo-Kai Watch                                            | Rebecca Forester              | Temporada 1-2          |                     |
| 2015 | Hyperdimension Neptunia: The Animation                  | Arfoire                       |                        | [ 12 ]              |
| 2015 | Kill la Kill                                            | Ragyo Kiryuin                 |                        | [ 1 ] [ 3 ] [ 10 ]  |
| 2015 | Sailor Moon Crystal                                     | Tellu, Reina Nehelenia, otros | Doblaje de Viz Media   | [ 3 ] [ 13 ]        |
| 2016 | Sangatsu no Lion                                        | Akari Kawamoto                |                        | [ 14 ]              |
| 2016 | One Punch-Man                                           | Blizzard                      |                        | [ 15 ]              |
| 2016 | Kuromukuro                                              | Paula Kowalczyk               |                        | [ 2 ]               |
| 2017 | Little Witch Academia                                   | Diana Cavendish               |                        | [ 16 ] [ 17 ]       |
| 2017 | Ano Hi Mita Hana no Namae o Bokutachi wa Mada Shiranai. | Toko Yadomi                   |                        | [ 18 ]              |
| 2018 | Last Hope/Unit Pandora                                  | Queenie Yoh                   |                        |                     |
| 2019 | The Promised Neverland                                  | Isabella                      |                        | [ 19 ]              |
| 2019 | Cells at Work!                                          | Macrófaga                     |                        | [ 20 ]              |
| 2019 | Kimetsu no Yaiba                                        | Tamayo                        |                        | [ 21 ]              |
| 2020 | Ghost in the Shell: SAC 2045                            | Ada Byron, Car AI             | Doblaje de Netflix     | [ 2 ]               |
| 2020 | BNA: Brand New Animal                                   | Melissa Horner                | Doblaje de Netflix     |                     |
| 2020 | Great Pretender                                         | Cynthia Moore                 | Doblaje de Netflix     | [ 22 ]              |
| 2020 | Jujutsu Kaisen                                          | Mai Zenin, Nobuko Takada      |                        | [ 23 ]              |
| 2020 | re:Zero kara Hajimeru Isekai Seikatsu                   | Naoko Natsuki                 |                        | [ 24 ]              |
| 2021 | vivy: Fluorite Eye’s Song                               | Grace                         |                        | [ 25 ]              |
| 2021 | De yakuza a amo de casa                                 | Miku                          | Doblaje de Netflix     |                     |
| 2021 | Pretty Guardian Sailor Moon Eternal                     | Queen Nehelenia               |                        |                     |
| 2021 | yashahime: Princess Half-Demon                          | Madre de Sesshōmaru           |                        | [ 26 ]              |
| 2021 | Shūmatsu no Valkyrie                                    | Brunhilde                     | Doblaje de Netflix     |                     |
| 2021 | Edens Zero                                              | Witch Regret                  | Doblaje de Netflix     |                     |
| 2021 | King's Raid: Successors of the Will                     | Selene                        |                        | [ 27 ]              |
| 2021 | Platinum End                                            | Saki Hanakago                 | Doblaje de Crunchyroll | [ 28 ]              |
| 2021 | Pokémon Evolutions                                      | Kuni                          |                        | [ 2 ]               |
| 2022 | Pokémon: Hisuian Snow                                   | Voces adicionales             |                        | [ 29 ]              |
| 2023 | Zom 100: Zombie ni Naru made ni Shitai 100 no Koto      | Beatrix Amerhauser            |                        | [ 30 ]              |

### Animación
| Año  | Título                      | Papel            | Notas            | Fuente |
| ---- | --------------------------- | ---------------- | ---------------- | ------ |
| 2016 | Justice League Action       | Big Barda        |                  | [ 31 ] |
| 2017 | voltron: Legendary Defender | Comandante Trugg | Temporadas 4 - 5 | [ 32 ] |
| 2020 | La Pandilla de la Selva     | Natacha          | Temporada 3      |        |

### Películas
| Año  | Título                                               | Papel                             | Notas                    | Fuente |
| ---- | ---------------------------------------------------- | --------------------------------- | ------------------------ | ------ |
| 2012 | Redline                                              | Bosbos                            | Doblaje                  | [ 33 ] |
| 2013 | Little Witch Academia                                | Diana Cavendish                   | Doblaje                  | [ 16 ] |
| 2014 | Giovanni's Island                                    | Sawako                            | Doblaje                  | [ 3 ]  |
| 2015 | Love Live! The School Idol Movie                     | Nozomi Tojo                       | Doblaje                  | [ 34 ] |
| 2016 | Your Name                                            | Miki Okudera                      | Doblaje                  | [ 35 ] |
| 2017 | Justice League Dark                                  | Mujer de negocios                 | Doblaje                  | [ 2 ]  |
| 2017 | gantz: O                                             | Reika Shimohara                   | Doblaje                  | [ 2 ]  |
| 2017 | In This Corner of the World                          | Suzu Urano                        | Doblaje                  | [ 36 ] |
| 2018 | Godzilla: The Planet Eater                           | Haruka Sakaki                     | Doblaje                  |        |
| 2019 | Millennium Actress                                   | Eiko Shimao                       | Redoblaje de Eleven Arts | [ 37 ] |
| 2020 | Guapis                                               | Subdirectora                      | Doblaje                  |        |
| 2020 | Violet Evergarden: Eternity and the Auto Memory Doll | Miss Lancaster, Voces adicionales | Doblaje                  |        |
| 2020 | A Whisker Away                                       | Kaoru Mizutani                    | Doblaje de Netflix       |        |
| 2021 | Poupelle of Chimney Town                             | Claire                            | Doblaje                  | [ 38 ] |
| 2023 | Lego Marvel Avengers: Code Red                       | Betty Ross                        |                          | [ 39 ] |
| 2024 | Megamind vs. the Doom Syndicate                      | Roxanne Ritchi                    |                          | [ 40 ] |

### Videojuegos
| Año  | Título                                       | Papel                                              | Fuente             |
| ---- | -------------------------------------------- | -------------------------------------------------- | ------------------ |
| 2009 | League of Legends                            | Ahri                                               | [ 1 ]              |
| 2010 | World of Warcraft: Cataclysm                 | Azshara                                            | [ 42 ]             |
| 2012 | Guild Wars 2                                 | Norn                                               | [ 3 ]              |
| 2012 | Skullgirls                                   | Valentine                                          | [ 1 ] [ 3 ] [ 43 ] |
| 2012 | World of Warcraft: Mists of Pandaria         | Shademaster Kiryn, Snow Blossom                    | [ 3 ] [ 44 ]       |
| 2014 | The Evil Within                              | Laura Victoriano, Es                               | [ 2 ]              |
| 2014 | Bravely Default                              | Olivia                                             | [ 45 ]             |
| 2014 | SMITE                                        | Belona, Nox                                        |                    |
| 2015 | Final Fantasy XIV                            | Moenbryda                                          | [ 45 ]             |
| 2016 | Titanfall 2                                  | Facility AI                                        | [ 2 ]              |
| 2016 | Fallout 4: Nuka-World                        | Mags Black                                         | [ 46 ]             |
| 2016 | Trillion: God of Destruction                 | Faust                                              | [ 47 ]             |
| 2016 | World of Warcraft: Legion                    | Azshara, Drelanim Whisperwind                      | [ 42 ]             |
| 2017 | Mobius Final Fantasy                         | Meia                                               | [ 48 ]             |
| 2017 | Fire Emblem Heroes                           | Silvia                                             | [ 49 ]             |
| 2017 | batman: The Enemy Within                     | Harley Quinn, Agency Female 2, Computadora, GCPD 2 | [ 50 ]             |
| 2018 | Octopath Traveller                           | Primrose Azelhart                                  | [ 2 ] [ 51 ]       |
| 2018 | World of Warcraft: Battle For Azeroth        | Azshara                                            |                    |
| 2019 | A Hat in Time: Nyakuza Metro                 | The Empress                                        |                    |
| 2019 | Fire Emblem: Three Houses                    | Catherine                                          | [ 2 ]              |
| 2019 | Pokémon Masters                              | Flannery, Cheryl                                   |                    |
| 2019 | Daemon X Machina                             | Rose Queen                                         | [ 2 ]              |
| 2020 | One-Punch Man: A Hero Nobody Knows           | Blizzard                                           | [ 2 ]              |
| 2020 | Persona 5 Royal                              | Kasumi Yoshizawa, Sumire Yoshizawa, Cendrillon     | [ 2 ]              |
| 2020 | Granblue Fantasy Versus                      | Zooey                                              | [ 2 ]              |
| 2020 | Guardian Tales                               | Aisha, Catherine                                   | [ 2 ]              |
| 2020 | 13 Sentinels: Aegis Rim                      | Yuki Takamiya                                      |                    |
| 2020 | Sakuna: Of Rice and Ruin                     | Sakuna, Toyohana                                   | [ 2 ]              |
| 2021 | Cookie Run: Kingdom                          | Sea Fairy Cookie                                   | [ 2 ]              |
| 2021 | Story of Seasons: Pioneers of Olive Town     | Voces adicionales                                  |                    |
| 2021 | Nier Replicant ver.1.22474487139...          | Voces adicionales                                  |                    |
| 2021 | Shin Megami Tensei III: Nocturne HD Remaster | Yuko Takao, Aradia, Lady in Black                  | [ 2 ]              |
| 2021 | Scarlet Nexus                                | Kodama Melone, Yuta Melone                         | [ 2 ]              |
| 2021 | Akiba's Trip: Hellbound & Debriefed          | Rei "Mother Soul" Anekoji                          |                    |
| 2021 | Nier Reincarnation                           | Akeha                                              | [ 2 ]              |
| 2021 | Kimetsu no Yaiba: Hinokami Keppūtan          | Tamayo                                             |                    |
| 2021 | Shin Megami Tensei V                         | Joka, Nuwa                                         | [ 2 ]              |
| 2022 | Stranger of Paradise: Final Fantasy Origin   | Sophia                                             | [ 52 ]             |
| 2022 | Rune Factory 5                               | Child                                              |                    |
| 2022 | Chocobo GP                                   | Atla                                               | [ 2 ]              |
| 2022 | Genshin Impact                               | Yelan                                              |                    |
| 2022 | AI: The Somnium Files – Nirvana Initiative   | Tokiko Shigure                                     | [ 2 ]              |
| 2022 | Fire Emblem Warriors: Three Hopes            | Catherine                                          | [ 2 ]              |
| 2022 | Star Ocean: The Divine Force                 | Malkya Trathen                                     | [ 2 ]              |
| 2023 | Fire Emblem: Engage                          | Yunaka                                             | [ 2 ]              |
| 2023 | Octopath Traveler II                         | Voces adicionales                                  |                    |
| 2023 | Trinity Trigger                              | Kratelle, Libras                                   | [ 2 ]              |
| 2023 | Rune Factory 3 Special                       | Hazel, Yue                                         | [ 2 ]              |
| 2023 | Persona 5 Tactica                            | Kasumi Yoshizawa                                   | [ 53 ]             |
| 2023 | Silent Hope                                  | Rogue                                              | [ 2 ]              |